# 10.º Batalhão de Infantaria Leve - Montanha
O 10.º Batalhão de Infantaria Leve - Montanha (10º BIL Mth) é uma unidade do Exército Brasileiro sediada em Juiz de Fora, Minas Gerais e subordinada à 4.ª Brigada de Infantaria Leve de Montanha.

## História

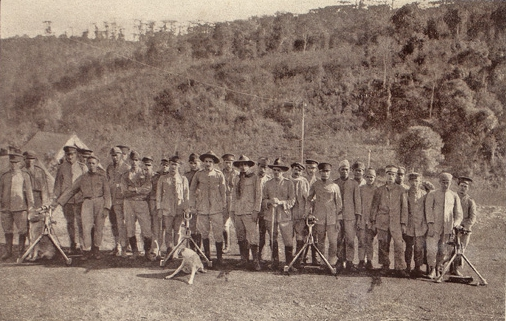
Seção de Metralhadoras Pesadas do 10.º RI em campanha contra os tenentistas no Paraná

O batalhão é a quinta organização militar mais antiga do Exército, traçando sua ancestralidade à Companhia de Dragões, criada em 17 de janeiro de 1749 em São Paulo, levada a Cuiabá em 1751 e absorvida pela “Infantaria da Legião do Mato Grosso” em 1818. Assim participou da pacificação dos índios Guaicurus e da Guerra do Paraguai. Tornou-se “19.º Batalhão de Infantaria Ligeira” e foi estacionado em vários pontos do Sul.
As Normas para a preservação das tradições das Organizações Militares do Exército Brasileiro consideram a denominação histórica do batalhão como o 23º Batalhão de Infantaria, criado no Rio de Janeiro em 1888. Na reorganização militar da República Velha, Suas primeiras três companhias, organizadas como o “52.º Batalhão de Caçadores” em 1908, chegaram a Juiz de Fora em 1919 para formar o primeiro batalhão do “10.º Regimento de Infantaria”. O segundo batalhão veio do 57.º Batalhão de Caçadores.
Nas revoluções de 1924, 1930 e 1932 o regimento foi legalista. Na primeira, enfrentou revoltosos tenentistas na cidade de São Paulo e mais tarde no oeste do Paraná. Em 1930, defendeu sua própria cidade dos revolucionários da Força Pública de Minas Gerais. Os pedidos de reforços não foram atendidos. Os combates avançaram, posição por posição, até o próprio quartel do regimento, que só se rendeu quando o próprio governo federal foi destituído no Rio de Janeiro. Esse foi um dos períodos mais longos de combate em Minas Gerais na revolução, possivelmente pelo equilíbrio das forças em operação. Em 1932 o regimento combateu os paulistas na serra da Mantiqueira. De 1932 a 1955 ele esteve em Belo Horizonte, trocando de lugar com o 12.º Regimento que até então servia na capital mineira.
Em 1960 o 10.º, como era comum entre os regimentos, tinha apenas um de seus três batalhões previstos. No golpe de Estado de 1964, tornou-se peça-chave da Operação Popeye, a ofensiva a partir de Juiz de Fora contra o governo no Rio de Janeiro. À época era comandado pelo coronel Clóvis Galvão da Silveira, enquanto o único batalhão era do major Hindemburgo Coelho de Araújo. Clóvis recusou-se a mover o regimento contra o ministro da Guerra e foi substituído pelo tenente-coronel Everaldo José da Silva, do Estado-Maior regional. A 2ª Companhia de Fuzileiros foi o primeiro deslocamento de tropas, ainda na manhã de 31 de março, seguida do restante do regimento. Essa companhia permaneceu como vanguarda do “Destacamento Tiradentes” no dia seguinte. Na ditadura militar, o quartel do regimento recebeu prisioneiros políticos, incluindo integrantes da Guerrilha do Caparaó.
Com o fim dos Regimentos de Infantaria nos anos 1970, em 1972 o regimento foi extinto e seu primeiro batalhão foi chamado simplesmente de “10º Batalhão de Infantaria”.

## Na atualidade
Em 2005 o 10º BI contava com 33 oficiais, 160 subtenentes e sargentos e 450 cabos e soldados organizados em duas companhias de fuzileiros e uma companhia de comando e apoio. Sua denominação passou a  “10º Batalhão de Infantaria Leve” em 2014 e “10º Batalhão de Infantaria Leve - Montanha” em 2019, especializando-se nas operações em ambiente de montanha como o restante de sua brigada, a 4.ª de Infantaria Leve de Montanha. O batalhão contribuiu com as forças empregadas na intervenção federal no Rio de Janeiro em 2018.
A sede abriga um museu, o Espaço Cultural Marechal Guilherme Xavier de Souza.